# SAAY
Dans ce nom coréen, le nom de famille, Kwon, précède le nom personnel.
SAAY (hangeul : 세이), née le 13 avril 1993 à Busan en Corée du Sud, est une auteure-compositrice-interprète de R&B, danseuse-chorégraphe et productrice sud-coréenne.

SAAY commence sa carrière en 2012 en tant que leader dans le girl group sud-coréen de K-Pop EvoL géré par l'agence Stardom Entertainment avant de commencer une carrière en solo en 2017 à la suite de la dissolution du groupe en 2015. Elle produit, s'occupe de la direction artistique vocale, écrit et compose également pour d'autres artistes ou groupes de K-Pop comme Baekhyun (EXO), TWICE ou encore Aespa.
En 2024, elle devient également productrice exécutive de l'EP KILL MA BO$$ du girl group Kiiras (en) pour l'agence Lean branding.

## Biographie

### Enfance
SAAY, de son vrai nom Kwon So Hee (hangeul : 권소희), est née le 13 avril 1993 à Busan. Elle commence dès l'âge de 5 ans, à apprendre la musique traditionnelle coréenne (le Pansori plus précisément) que sa mère lui transmet étant elle même professeure et directrice d'une école dans ce genre. Plus tard, elle se trouve fortement influencée par le R&B américain notamment car elle a vécu environ 4 ans à Williamsburg, un quartier de Brooklyn à New York. SAAY explique que sa principale influence a été la famille Jackson et Michael Jackson en particulier. C'est notamment après avoir visionné à la TV son concert à Wimbledon qu'elle a eu envie de faire carrière dans la musique,. À la suite de cela, elle a commencé à apprendre à jouer de plusieurs instruments à l'âge de 9 ans : le piano (son instrument principal), la guitare et la batterie. Durant son adolescence, elle a été nageuse professionnelle,, danseuse de rue et a commencé à créer ses propres chorégraphies à cette période, ce qu'elle a continué de faire tout au long de sa carrière. Elle cherche par la suite à intégrer l'industrie de la K-pop en commençant à s'entrainer sérieusement à partir de 14 ans.

## Carrière

### Débuts: Groupe de K-PopEvoL(2012-2015)
En 2012, SAAY commence sa carrière en intégrant le girl-group de Kpop EvoL (Effective Voice of Ladies), composé de 5 membres, en tant que leader et chanteuse principale après avoir essuyée 90% de refus sur une centaine d'auditions et d'envoie de démos. Le premier EP  폭파해줘! (Let Me Explode!) sort le 10 aout 2012 avec le single associé 우린 좀 달라 (We Are A Bit Different). Elle fait ses premiers pas sur scène en interprétant ce premier single dans l'émission de TV sud coréenne M! Countdown.
Le 18 mars 2013 sort le second EP du groupe Second Evolution marquant ainsi leur premier « comeback » avec le single Get up en titre principal.
Le groupe finit par être dissous sans qu'on n'en sache précisément les raisons en 2015. Des hypothèses de problèmes financiers sont évoqués et très probablement la conséquence de la fusion entre Stardom Entertainment et Hunus Entertainment à la suite de laquelle trois des membres du groupe ont vu leur contrat résilié sans qu'elles n'en soient informées. Cette période a été vécue très difficilement par SAAY qui dit la qualifie comme « le plus grand échec de sa vie » estimant avoir ainsi une part de responsabilité de par son statut de leader. La chanson de Michael Jackson, Man in the Mirror, a été une source de réconfort, lui enseignant à se changer elle-même plutôt que d'accuser les autres (ce qui témoigne une nouvelle fois de l'influence majeur de l'artiste sur la chanteuse). Après la dissolution, tout en préparant son premier album, elle travaille en tant que productrice pour un autre artiste. A présent, elle dit ressentir de la fierté pour ce parcours qui l'a mené où elle est aujourd'hui.

### Carrière Solo et 1er albumClaassic(2017-2022)
À la suite de la séparation du groupe en 2015, SAAY entame une carrière solo matérialisée par le changement du pseudo « Say » (lors du groupe EvoL) en « SAAY ». Selon cette dernière, « Say » reflète l'authenticité, le fait d'être soi même quand le « A », qu'elle a tenu à ajouter, symbolise le « A+ », c'est à dire la volonté d'être une musicienne accomplie cherchant à se dépasser,. Elle résume son pseudo par cette phrase « Say to the world through the music », qu'on peut traduire par « s'exprimer à travers la musique au monde ». Elle signe alors un contrat d'exclusivité chez Universal Music Korea pour lequel elle a toujours rêvé travailler. En parallèle, elle fonde la maison de production Soultriii, avec deux producteurs et musiciens : DEEZ et YUNZU avec qui elle co-compose et co-produit la plupart de ses musiques (et celles d'autres) encore aujourd'hui (sauf les paroles qu'elle fait elle même). Ces deux derniers réalisent également quasiment tous les arrangements.
Durant l'été 2017, elle réalise les premières parties du chanteur de R&B sud coréen DEAN accompagné de la chanteuse Miso et du producteur 2xxx! dans une tournée européenne en passant notamment par Paris et Londres.
Le 21 mai 2018, SAAY sort son premier album intitulé Claassic sous le label d'Universal Music Korea et produit par Soultriii. Le titre fait référence au souhait de créer sa propre musique en s'inspirant des genres qu'elle considère comme des « classiques » : la « Pop old school », le R&B et la Soul des années 60 à 90. L'album est un hommage à ses inspirations musicales, notamment Michael Jackson, les Jackson 5, Prince, Queen et Lauryn Hill et se veut être une base d'identité pour ses futurs créations.
Le 08 août 2018, SAAY réalise sa première Mix tape intitulée Horizon : The Mixtape composé de 5 titres dont OVERZONE qui reste son morceau le plus écouté sur Spotify.
Le 10 novembre 2018, elle effectue à nouveau la première partie du concert du chanteur de R&B sud coréen DEAN à Manille la capitale des Philippines,. Elle y interprète Circle, Sweaty, Fallin, Love Drop, Cold View et termine par Encore.
Le 20 octobre 2020, c'est au tour de son premier EP Feelosophy de voir le jour. Le titre est un jeu de mot entre « Feel » (sens en anglais) et la philosophie que SAAY traduit par « la philosophie des sens ». Elle a voulu associer chacun des cinq premiers sens de l'être humain à un aspect de l'album : l'ouïe (la musique), l'odorat (avec la marque Fill Void), le toucher (avec une gravure en braille sur le CD), la vue (les clips vidéo) et le goût (le thème principal de l'album, qui exprime le goût sucré et amer de l'amour). La construction de cet EP reflète ainsi un aspect important du travail artistique de SAAY : créer une musique qui se ressent, et non qui se contente d'être écoutée.
Le 09 décembre 2021, SAAY collabore avec le rappeur Snoop Dog en participant en featuring sur le premier morceau de l'album  Snoop Dogg Presents Algorithm (une compilation de musiques de différents artistes) intitulé Alright. Elle est par ailleurs la seule artiste asiatique de l'album.
A partir d'octobre 2022, elle participe à l'émission musicale de survie sud coréenne nommée Artistock Game diffusée sur la chaine Mnet, dans laquelle 48 artistes s'affrontent répartis en équipe. A cette occasion, elle présente sa version  live de la chanson Bambi qu'elle a composée pour Baekhyun. Elle explique avoir accepté d'y participer pour sortir de sa « zone de confort », tester ses limites en tant qu'introvertie après avoir passé un certain temps en studio à préparer son nouvel album.

### 2e AlbumS:INEMA(2022 - 2023)
SAAY sort le 26 octobre 2022 sont deuxième album studio qu'elle a mis 4 ans à réaliser. Elle décrit cet album comme une synthèse de sa vingtaine et une manière de la clore. Il représente sa philosophie de vie actuelle « tout vient et va », incarnée par la piste introductive de l'album Everything comes and goes. Le genre principal de l'album reste le R&B auquel se mêle également des sonorités de Jazz et de Pop. Il est également une réflexion sur la vie et la mort qu'elle a écrit après le décès de sa grand-mère, et dont elle lui dédie la première chanson Insterstellar. Le titre S:INEMA est un nouveau jeu de mot entre la première lettre de son pseudo « S » et le mot « cinéma » où trois morceaux sont une référence à ses films préférés et décrivant une expérience vécue dans sa vingtaine. Par exemple Rocky (par ailleurs inspiré de la chanson  Formation de Beyoncé) représente les moments les plus difficiles de sa vingtaine.
Le 15 décembre 2022, SAAY réalise son tout premier concert en artiste solo à Séoul qu'elle nomme en français « Mis en scène ».
En exclusivité pour Apple Music, SAAY sort un EP Live Apple Music Home Session: SAAY le 22 décembre 2022 dans lequel elle propose une version live inédite de Sweet As Hell ainsi  qu'une reprise de la musique de Noël Have Yourself a Merry Little Christmas interprétée initialement par Judy Garland.

### Nouveau départ: Indépendance et 1ère tournée (2024 - Présent)
Le 12 juin 2024, SAAY sort un nouveau single DOMINO qu'elle considère comme une étape importante dans sa carrière et sa vie marquant une évolution artistique plus mature et la fin de son « entrainement ». Elle y montre sa « dark feminine energy », c'est à dire une facette sombre qu'on hésite à montrer selon elle. Il s'agit d'une chanson cathartique basées sur ses « souvenirs traumatisants » liés au début de son parcours dans l'industrie musicale. D'une manière plus générale, le morceau exprime les sentiments complexes de l'ambition, de la non confiance en soi, de l'anxiété et de la dépression (voir de pensées « quasi suicidaires ») à l'époque, symbolisés par le jeu de dominos où une seule erreur peut tout faire s'effondrer.
Le 28 juillet 2024, son contrat d'exclusivité avec Universal Music Korea arrive à expiration. SAAY en profite pour devenir totalement indépendante en créant son propre label baptisé TeamSAAY, travaillant en collaboration avec le distributeur Dreamus et toujours avec la maison de production Soultriii. Le premier single crédité sous ce nouveau label est intitulé Paradise et sort le 29 novembre 2024.
A l'été 2024, SAAY entame sa première tournée en solo aux USA où elle dit se sentir « à la maison ». A cette occasion, elle est reçue dans l'émission Good Day New York sur Fox News où elle interprète son nouveau single DOMINO. Par la suite, elle se produit le 9 aout au Elsewhere - Zone One à Brooklyn (New York) et le 15 au The Moroccan Lounge à Los Angeles. Une tournée européenne était également prévue mais a été annulée en raison de circonstances exceptionnelles sans plus de précisions.
Le 29 décembre 2024, elle clôt sa tournée par un concert à Séoul au RollingHall intitulé S:PERIENCE.
SAAY prépare actuellement son 3e album.

### Vie Privée
Sur ses temps de loisirs, SAAY aime faire du sport (notamment la natation et le pilate), de la randonnée avec ses chiens et surtout pratiquer le yoga et la méditation,. Elle s'intéresse à la mode et dit aussi être aussi douée en design. Love Actually est son film préféré.
Appréciant aussi particulièrement les parcs d'attraction, elle a sorti le single Rollercoaster en 2023.

## Autres activités
En parallèle, SAAY est aussi connue dans l'industrie de la K-Pop pour avoir composé, écrit et produit des musiques et paroles pour des artistes et groupes de K-POP très populaires comme par exemple le single Bambi de Baekhyun qu'elle a composé lors de ses études ou encore Good at Love du groupe TWICE.
Le 24 avril 2025, SAAY annonce via son compte instagram qu'elle est la productrice exécutive d'un nouveau girl group de K-Pop nommé KIIRAS de l'agence Lean Branding avec la chanteuse et rappeuse malaisienne Lingling comme leader du groupe. Ce dernier sort son premier single intitulé Kill Ma Bo$$ le 29 mai 2025 (140e place du Circle Chart catégorie Download Chart) avec un mini album du même nom le 9 juin (41e place du Circle Album Chart).
Elle a pour projet de créer un recueil de poésie dans le futur.

## Style artistique et influences

### Style et philosophie
SAAY se décrit comme un « être humain » et une « passionnée de musique ». Elle trouve son inspiration dans la vie quotidienne, dans ses expériences et ses ressentis. Elle ne considère pas sa musique comme un produit mais comme l'expression de ses émotions et de ses expériences qu'elle considère comme une extension de son existence. Elle perçoit le succès non pas en fonction des récompenses acquises mais comme la capacité à continuer de créer sa musique toute la vie en laissant en héritage des œuvres reflétant son âme.
Elle perçoit la création musicale comme un processus thérapeutique qui lui permet de gérer ses émotions comme la perte, le chagrin et la douleur. Se qualifiant d'autodidacte, elle s'implique dans chaque étape de son travail : l'écriture (composition et paroles), la conception des albums et des clips vidéo, la production, la chorégraphie et la direction,. Elle commence toujours par écrire les paroles en premier.
Son style musical (« SAAY VIBES ») est principalement le R&B duquel viennent se mêler la Soul et le Hip-hop suivant les morceaux et souvent des sonorités de Jazz (comme dans le single Sleepless Night qu'elle a composé seule). La musique traditionnelle coréenne (le Pansori notamment), étant la première qu'elle ait apprise, joue aussi un rôle important dans son processus créatif. Elle considère que les techniques de chant de base sont similaires entre le R&B et le Pansori. Le morceau ZGZG de son premier album illustre le mélange de ces deux genres. De plus, elle dit avoir été influencée par le Jazz, la musique classique (qu'elle dit écouter en conduisant) et la J-Pop. Elle a également des inspirations en provenance d'une éducation musicale variée : le Heavy metal et la Pop.
Elle décrit son style vestimentaire comme un mélange de « décontracté » et de « festif » représentant deux parties différentes de sa personnalité, accompagné de bijoux et avec une préférence pour les sneakers.
À l'avenir, elle souhaite explorer d'autres genres comme le Rock et le Heavy metal (qu'elle écoutait dans son enfance, citant des groupes tels que Megadeth et Pantera).

### Influences
SAAY cite ces artistes comme ayant eu une influence sur sa musique : Jackson 5, Michael Jackson, Janet Jackson, Amy Winehouse, Prince, Earth Wind & Fire, BoA, D'Angelo, Erykah Badu, Lauryn Hill, NSYNC, Snoop Dogg, Timbaland et TLC,,.

## Discographie

### En Solo

#### Singles
- 2017 : Circle (feat. Tish Hyman)
- 2017 : Sweaty (feat. Crush)
- 2018 : Cold View
- 2018 : ENCORE
- 2019 : ZGZG
- 2019 : Sleepless Night (SoundCloud Exclusive)
- 2020 : 겨울 탓 ft. 우원재 (Winter feat. Woo Wonjae)
- 2020 : Don't Know (feat. Punchello)
- 2020 : I'm Okay
- 2020 : Player
- 2022 : Summer In Love
- 2022 : Alarm
- 2023 : Rollercoaster
- 2024 : Domino
- 2024 : Paradise
- 2025 : Mood
- 2025 : F*cked Up

#### Collaborations
Pour des séries / films
- 2020 : Hapiness (Nobody Knows OST Part.2)
- 2020 : Hey Mama (Birthcare Center OST)
- 2021 : Highway et No Time To Waste (My Big Mama's Crazy Ride OST)
- 2022 : My Zone (Military Prosecutor Doberman OST Part.2)
- 2022 : So What (Hit The Spot OST Part.2)
- 2023 : Kisss (Not Others OST Part.1)

En featuring
- 2018 : ~lonely birds~ (2xxx feat. SAAY)
- 2019 : Winter Blossom (Punchnello Feat. SAAY)
- 2019 : L.A.Y.E.R.E.D (Ravi Feat. SAAY)
- 2019 : Black (NiiHWA Feat. SAAY)
- 2020 : Gimme That (CHAI Feat. SAAY)
- 2021 : Lights Up (NOA Feat. SAAY)
- 2021 : C.A.Y.A! (Hayoung Feat. SAAY)
- 2021 : Sucker For That Love (Robin Packalen feat. SAAY)
- 2021 : Alright (Method Man and Redman feat. Nefertitti Avani et SAAY)
- 2022 : BO$$ (Lil Moshpit Feat. SAAY, BIG Naughty, GooseBumps)
- 2023 : Crazy (미쳐버릴 것 같아) (Zion.T Feat. SAAY)

## Compositions et écritures pour d'autres
| Date             | Artiste/Groupe    | Titre, Album                                                                 | Classements                                                  | Rôle                                         |
| ---------------- | ----------------- | ---------------------------------------------------------------------------- | ------------------------------------------------------------ | -------------------------------------------- |
| 30 mars 2021     | Baekhyun (EXO)    | Bambi, Bambi (EP)                                                            | COR : 2 COR : 4 COR : 14 Billboard (en) : 10                 | Compositrice, Parolière, Productrice         |
| 27 juillet 2021  | TWICE             | Good at Love, Perfect World (en)                                             | /                                                            | Compositrice, Choeurs                        |
| 5 octobre 2021   | Aespa             | YEPPI YEPPI, Savage (EP) (en)                                                | /                                                            | Compositrice, Parolière                      |
| 6 juillet 2022   | Viviz             | Loveade, Summer Vibe (EP) (en)                                               | COR : 191                                                    | Compositrice, Parolière, Choeurs             |
| 9 septembre 2022 | Billie            | B'rave: A Song for Matilda, The Billage of Perception: Chapter Two (EP) (en) | /                                                            | Compositrice, Parolière, Choeurs             |
| 16 janvier 2023  | GOT the beat (en) | Rose, Stamp On It (EP) (en)                                                  | /                                                            | Compositrice, Productrice, Choeurs           |
| 20 février 2023  | The Boyz          | Awake, Be Awake (EP) (en)                                                    | COR : 18                                                     | Compositrice, Parolière, Choeurs, Arrangeuse |
| 29 mai 2023      | Chen (EXO)        | Light Of My Life, Polaris (EP)                                               | /                                                            | Compositrice                                 |
| 27 mai 2024      | Aespa             | Set the Tone, Armageddon (en)                                                | /                                                            | Directrice artistique vocal                  |
| 29 mai 2025      | Kiiras (en)       | KILL MA BO$$, KILL MA BO$$ (EP)                                              | COR : 140                                                    | Productrice exécutive                        |
| 27 juin 2025     | Aespa             | Dirty Work, Dirty Work (EP)                                                  | Billboard : 1 Billboard : 2 COR : 2 Billboard Global 200 : 5 | Directrice artistique vocale, Choeurs        |

A noter que SAAY travaille quasiment toujours avec Soultriii (DEEZ et YUNZU).